# Mochi Craft Dolphin 44'
Il Mochi Craft Dolphin 44' è uno yacht prodotto dal cantiere navale italiano Mochi Craft.

## Il contesto
Il Dolphin 44', con la sua lunghezza di 13,65 metri (corrispondenti a circa 44 piedi, da cui il nome), è la più piccola delle imbarcazioni attualmente prodotte dal cantiere Mochi Craft. In grado di imbarcare fino a 12 persone, questa lobster boat (le vecchie barche per la pesca delle aragoste) di color corallo è stata presentata per la prima volta nel settembre del 2005 al Festival International de la Plaisance di Cannes.
Il Dolphin 44' Mochi Craft può raggiungere i 32,5 nodi di velocità massima e 28,5 nodi di velocità di crociera spinta da 2 motori CUMMINS QSC 8.3 da 600 mhp ed è adatto anche a fondali bassi grazie ai soli 4 piedi di pescaggio. Questa imbarcazione è progettata con carena deep vee a geometria variabile e deadrise medio di 16° con pattini di sostentamento idrodinamico.
Questa imbarcazione si è classificata al terzo posto nella categoria da 40 a 50 piedi nella classifica del premio "European boat of the year" che è stato assegnato in occasione del Düsseldorf Boat Show del 2006.
Il Dolphin 44' è stato certificato da RINA con certificazione RINA B + F + Aa.